# Antepipona rufescens
Antepipona rufescens är en stekelart som först beskrevs av Smith 1857.  Antepipona rufescens ingår i släktet Antepipona och familjen Eumenidae. Inga underarter finns listade i Catalogue of Life.